# Cloropreno
Cloropreno é o nome comum para o composto orgânico 2-cloro-1,3-butadieno, o qual tem a fórmula CH2=CCl-CH=CH2. Este líquido incolor é o monômero para a produção do polímero policloropreno, um tipo de borracha sintética. Policloropreno é mais conhecido do público como Neopreno, o nome de marca dado pela DuPont.

## Produção de cloropreno
Cloropreno é produzido em três etapas do 1,3-butadieno: (i) cloração, (ii) isomerização de parte da corrente de produto, e (iii) deidrocloração de 3,4-dicloro-1-buteno.
Cloro adiciona ao 1,3-butadieno para fornecer uma mistura de 3,4-dicloro-1-buteno e 2,3-dicloro-2-buteno. O isômero 2,3-cloro é subsequentemente isomerizado ao isômero 3,4, o qual, por sua vez, é tratado com base para induzir deidrocloração a 2-cloro-1,3-butadieno. Esta deidroalogenação implica a perda de um átomo de hidrogênio na posição 3 e o átomo de cloro na posição 4, formando uma ligação dupla entre os carbonos 3 e 4. Em 1983, aproximadamente 2 mil toneladas foram produzidos dessa maneira. A impureza principal de policloropreno preparado desta maneira é 1-cloro-1,3-butadieno, que é normalmente separado por destilação.

### Processo do acetileno
Até os anos 1960, a produção de cloropreno era dominada pelo “processo do acetileno”, o qual foi modelado após a síntese original de vinilacetileno. Neste processo, acetileno é dimerizado para resultar em vinilacetileno, o qual é então combinado com cloreto de hidrogênio para resultar em 4-cloro-1,2-butadieno (um derivadio de aleno), o qual na presença de cloreto cuproso, rearranja-se para resultar em 2-cloro-1,3-butadieno:
HC≡C-CH=CH2  +  HCl   →  H2C=C=CH-CH2Cl
H2C=C=CH-CH2Cl →  H2C=CCl-CH=CH2
Este processo é muito intensivo em energia e tem altos custos de investimento. Além disso, o intermediário vinilacetileno é instável.